# Caspar Melchior Kersting
Caspar Melchior Kersting (* 4. April 1815 in Münster; † 1879) war ein deutscher Orgelbauer.

## Leben und Werk
Caspar Melchior Kersting wurde als Sohn des Münsteraner Orgelbauers Johann Kersting (1790–1854) geboren, der zusammen mit Caspar Melchior Vorenweg (1753–1844; sein Großonkel und zugleich Taufpate) einen gemeinsamen Orgelbaubetrieb führte. Nach Lehre im väterlichen Betrieb und nachfolgenden Studienaufenthalten in Paris und London ist er ab 1840 als Teilhaber belegt. 1847 erweiterten Johann und Caspar Melchior Kersting die von Hans Henrich Reinking 1653/54 erbaute und von Johann Patroclus Möller 1769 mit einem Pedal ausgestattete Orgel von St. Jodokus in Bielefeld unter weitgehendem Austausch des Pfeifenmaterials. Nach dem Tode seines Vaters 1854 verlegte er 1863 seine Werkstatt nach Meppen, jedoch reduzierte er bereits ab 1867, nach dem Tode des ältesten Sohns Hubertus, der den Orgelbaubetrieb Vorenweg-Kersting hätte weiterführen sollen, seine Tätigkeit. Sein letztes Werk wurde die (nicht erhaltene) Orgel der Pfarrkirche St. Johannes der Täufer in Bad Bentheim, die Franz Breil 1881 vollendete.
In seinen Orgelbauten führte Caspar Melchior Kersting aufgrund seiner Kenntnisse des französischen und englischen Orgelbaus entscheidende Neuerungen ein. So besaß die von ihm 1859 umgesetzte und erweiterte (nicht erhaltene) Orgel des St.-Paulus-Doms in Münster, neben charakteristischen Stimmen wie „Flûte harmonique“ und „Flûte octaviante“, eine „Crescendo-Vorkehrung nach Cavaille’s Prinzipien“, aber auch das zuvor im englischen Orgelbau eingeführte Register „Ophikleide“. Bei der Münsteraner Domorgel verwendete er zudem erstmals die von Eberhard Friedrich Walcker und Cavaillé-Coll entwickelte Kegellade.

## Werkliste (Auswahl)
Von Caspar Melchior Kersting haben sich (zumindest in Teilen) folgende Orgelbauten erhalten:
| Jahr      | Ort                       | Gebäude                              | Bild | Manuale | Register | Bemerkungen |
| --------- | ------------------------- | ------------------------------------ | ---- | ------- | -------- | --- |
| 1840      | Nienberge                 | St. Sebastian                        |      | I/p     | 10       | Neubau; Gehäuse des Hauptwerks erhalten                                                                                 |
| 1841      | Emsbüren                  | St. Andreas                          |      | II/P    | 24       | Nach Umbauten durch Friedrich Fleiter und Kreienbrink haben sich 11 Register erhalten                                   |
| 1841      | Hagen am Teutoburger Wald | St.-Martinus-Kirche                  |      | II/P    | 15       | Prospekt erhalten |
| 1842/1843 | Angelmodde                | St. Agatha                           |      | I       | 6        | 1882 um Pedal erweitert, 1958 durch die Firma Franz Breil (Dorsten) umgebaut                                            |
| 1846      | Burgsteinfurt             | St. Johannes Nepomuk (Burgsteinfurt) |      | II/P    | 19       | Neubau in dem barocken Prospekt der 1775 von Goswin Heilmann erbauten Orgel; 14 Register erhalten                       |
| 1855      | Hopsten                   | St. Georg                            |      | II/P    | 25       | im Orgelumbau von 1956 durch Franz Breil haben sich 17 Register erhalten                                                |
| 1855/1858 | Haselünne                 | St. Vincentius                       |      | II/P    | 27       | In die 1977 von der Orgelbaufirma Gebrüder Stockmann erbauten Orgel wurden 5 Register aus der Kersting-Orgel übernommen |
| 1855/1858 | Melle                     | St. Matthäus                         |      | II/P    | 26       | Erweiterungsumbau der 1721 von Hinrich oder Johann Berenhard Klausing erbauten Orgel                                    |